# Смирненский, Христо
Христо Димитров Смирненский (настоящая фамилия — Измирлиев) (болг. Христо Смирненски; 17(29) сентября 1898, Кукуш, Османская империя (ныне г. Килкис в Центральной Македонии (Греция)) — 18 июня 1923, София) — болгарский пролетарский поэт, писатель, сатирик.

## Биография
Во время балканских войн г. Кукуш был сожжён и семья Христо перебралась в Софию. Писать стихи он начал ещё будучи учеником гимназии. Первыми пробами его поэзии стали сатирические и юмористические стихи.
Дебютировал в 1915 году с юмористическим диалогом, опубликованным под псевдонимом К’во да е. В Софии посещал техническую школу, позже поступил в офицерское училище. В 1918 году, после подавления офицерского бунта, вызванного поражением Болгарии в битве при Добро Поле, отказался от военной карьеры и стал заниматься журналистикой и литературным творчеством. Сотрудничал в качестве журналиста и репортёра в юмористических журналах и коммунистических изданиях.
В 1919—1920 участвовал в собраниях социалистов. С ноября 1919 г. по решению Компартии начал выпускать юмористическое литературно-художественное издание «Червен смях». Член БКП (тесных социалистов) с 1921.
В 1921—1922 редактировал сатирическое издание «Българан», в 1922—1923 — «Маскарад».
Умер в молодом возрасте от туберкулеза. Похоронен в Софии на Центральном кладбище.

## Творчество
В своём творчестве впервые создал значительные художественные образы пролетариев-революционеров, воспевал грядущую мировую революцию (сборник стихов «Да будет день!», 1922). Сочувствием к судьбе бедняков, гневом к угнетателям проникнуты поэмы и стихи 1920-х гг., среди которых произведения, посвящённые Великой Октябрьской социалистической революции, Гражданской войне в России («Красные эскадроны», 1920, «Москва», 1921, «В Поволжье», 1922, и др.).
Х. Смирненский — талантливый сатирик («Pro patria», 1919, «Кронштадт», 1921, «Политическая зима», 1921, и др.).
Использовал более 70 псевдонимов.

## Избранные произведения
- 1918 — Разнокалибрени въздишки и стихове в проза
- 1922 — Да бъде ден
- 1924 — Зимни вечери
- Роза Люксембург
- Съветска Русия
- На гости у дявола.

## Память
- В честь поэта названо болгарское село Смирненски (Русенская область) .
- В честь поэта назван Смирненский нос (Smirnenski Point) в архипелаге Южные Шетландские острова (координаты 62°22′07″ ю. ш. 59°22′45″ з. д.).
- В честь поэта названа школа в селе Оброчиште (община Балчик) "Средняя школа "Христо Смирненски"